# Trdnjava Tiručirapali
Trdnjava Tiručirapali, lokalno znana kot Malaikotai, je zgodovinska trdnjava in tempeljski kompleks, zgrajen na starodavni skali. Je v mestu Tiručirapali, na bregovih reke Kaveri, Tamil Nadu, Indija. Zgrajena je na 83 metrov visoki skali. V notranjosti sta dva hindujska templja, tempelj Ucči Pilajar in tempelj Thajumanašvami. Druge lokalne turistične znamenitosti so slavni tempelj Ganeša iz obdobja Palava in utrdba iz obdobja Madurai Najak. Kompleks utrdb je bil priča hudim bitkam med Madurai Najaki in dinastijo Adil Šahi iz Bidžapurja, karnatske regije in silami imperija Marata. Utrdba je igrala pomembno vlogo med karnatskimi vojnami in je pomagala postaviti temelje Britanskega imperija v Indiji. Rockfort (trdnjava na skali) je najvidnejša znamenitost mesta.

## Zgodovina
Ime Rockfort izvira iz pogostih vojaških utrdb, ki so jih tukaj zgradili najprej vladarji imperija Vidžajanagara in kasneje Britanski imperij med karnatskimi vojnami. Najstarejša stavba v trdnjavi je jamski tempelj, ki so ga zgradili Palave pod Mahendravarmanom I. (okoli 580–630 n. št., tempelj verjetno iz kasnejšega dela). V obdobju Čola je bilo bližnje mesto Voraijur njihova prestolnica, vendar Palave niso obdržali nadzora nad tem strateškim mestom in so ga izgubili v korist Pandijev. Čoli so se ponovno uveljavili v 10. stoletju. Tiručirapali je bil v njihovi lasti do propada imperija, nato pa je postal trdnjava Vidžajanagarov.
Sredi 14. stoletja je regijo nadzoroval Delhijski sultanat po napadu Malika Kafurja na južno Indijo. Izgnani so bili in regija je prišla pod nadzor Vidžajanagarov. V zgodnjem delu 16. stoletja je regija prišla pod nadzor Madurai Najakov, ki so bili prejšnji guvernerji imperija Vidžajanagarov. Vendar je Tiručirapali uspeval sam po sebi in postal mesto, kakršno je danes, pod Najaki iz Maduraja. Madurajski Najaki so zgradili tempeljsko jezero Rock Fort skupaj z velikimi zidovi kot temelje, s čimer so mesto ustanovili kot trgovsko mesto in kasneje svojo prestolnico. Po Najakih je trdnjavo palačo zasedel osvajalec Čanda Sahib, saj je vladal v povezavi z zavezništvom s Kraljevino Francijo. Ta položaj je izgubil, ko so Francozi izgubili proti Britancem, ki so trdnjavo zavzeli po karnatskih vojnah. To je Britancem omogočilo, da so se uveljavili v Tamil Nadu in kasneje v celotni južni Indiji.
V sodobnem času trdnjavo vzdržuje in upravlja Chennai Circle of the Archaeological Survey of India. Trdnjava je ena izmed vidnih turističnih destinacij v Tamil Nadu.
Leta 1849 je prišlo do stampeda v templju Rockfort Uchipillayar in približno 500 ljudi je umrlo (po knjigi Nandanthai Vazhi, Kavery, ki jo je napisal duo Thi.Janakiran-Sity). Vzrok stampeda ni znan.

## Glavne bitke

### Obdobje Najakov
Ker je bila Rockfort prestolnica Madurai Najakov, je bila priča hudim bitkam. Ena največjih je bila bitka pri Topurju za prevlado med dinastijo Aravidu Vidžajanagara in Madurai Najaki. Prvi je zmagal s podporo vladarjev Misoreja in Thandžavurja v 16. stoletju. Kasneje so se Najaki soočili s hudimi napadi Adil Šahija, Misorskih in imperija Marata čet. Kompleks trdnjave je tvoril severozahodno ozemlje Najakov. Med svojo dvestoletno vladavino so imeli občasne spopade s svojimi sosedami, kraljestvom Thandžavur Najak, kraljestvom Thandžavur Marata in pogosteje z invazijo vojske Adil Šahi, Kraljevine Misore in imperija Marata.

### Carnatic Nawabs
Sredi 18. stoletja je Čanda Sahib s pomočjo Francozov to utrdbo naredil za svojo domačo bazo. Boril se je z združenimi silami karnatskih Navabov in Britancev. Bil je poražen v karnatskih vojnah in bil prisiljen odstopiti svoja ozemlja Britancem.

### Britanska obdobja
V poznem 18. stoletju je bil Hider Ali velika grožnja za Britance, prav tako kot Francozi, ki so se še borili za svojo kolonialno prevlado v tej regiji. Do zdaj je bilo mesto trdno uveljavljeno kot kantonsko mesto in vrata trdnjave so bila znana kot glavna stražarska vrata. Robert Clive je živel blizu rezervoarja, ko je bil v Tiručirapaliju.

## Geologija
Skala naj bi bila ena najstarejših tvorb na svetu. Stara je 3,8 milijarde let, kar pomeni, da je stara kot kamenje na Grenlandiji in starejša od Himalaje. V tej skalni formaciji najdemo kremen, ki se uporablja pri izdelavi stekla, in glinenec, ki se uporablja v keramiki. Tempelj Rock Fort stoji na 83 metrov visoki vzpetini. Ta tempelj so sprva zgradili Palave, vendar so Najaki izkoristili njegov naravno utrjen položaj in ga znova zasnovali. Do vrha je dolg vzpon po 344 stopnicah, vrezanih v kamen.

## Templji
Na skalni trdnjavi je pet templjev:
- Lalitankura Palavešvara Griham, imenovana tudi Zgornja jama
- Spodnja jama
- tempelj Manika Vinajakar ob vznožju hriba, posvečen Gospodu Ganeši
- tempelj Ucči Pilajar na vrhu hriba, posvečen Gospodu Ganeši
- tempelj Thajumanašvami, Rockfort, dobesedno 'gospod, ki je postal mati', je velik tempelj iz 18. stoletja. Posvečen je Šivi, boginji Aman, in tam je svetišče Tajumanavarja, svetnika iz obdobja Najaka iz 18. stoletja. Je na poti, ko se vzpenjamo po stopnicah do templja Ucči Pilajar.

### V skalo vklesan tempelj
V trdnjavi sta dva skalnata templja, eden v spodnjem delu utrdbe, imenovan Spodnji jamski tempelj, drugi pa se imenuje Zgornji jamski tempelj; je v kompleksu za templjem Thajumanšvamni na poti navzgor, na levi pred Ucči Pilajar Kovil. Templji so podobni drugim templjem, vklesanim v skalo, templju Pundarikakšan Perumal v Thiruvelaraiju in jamskemu templju Pečipalai. Zgornja jama ima pomemben sanskrtski napis Mahendravarmana I., o katerem se veliko razpravlja.
V skalo vklesan tempelj v tempeljskem kompleksu na hribu je bil zgrajen v obdobju Palava in se imenuje Lalitankura Palavešvaram, z več napisi, ki jih pripisujejo Mahendravarmanu I. Čolasi, vladarji Vidžajanagara in Najaki iz Maduraja so tukaj veliko prispevali. Dvonadstropni templji Tajumanava veljajo za gradbeno mojstrovino.